# Βプロペラドメイン

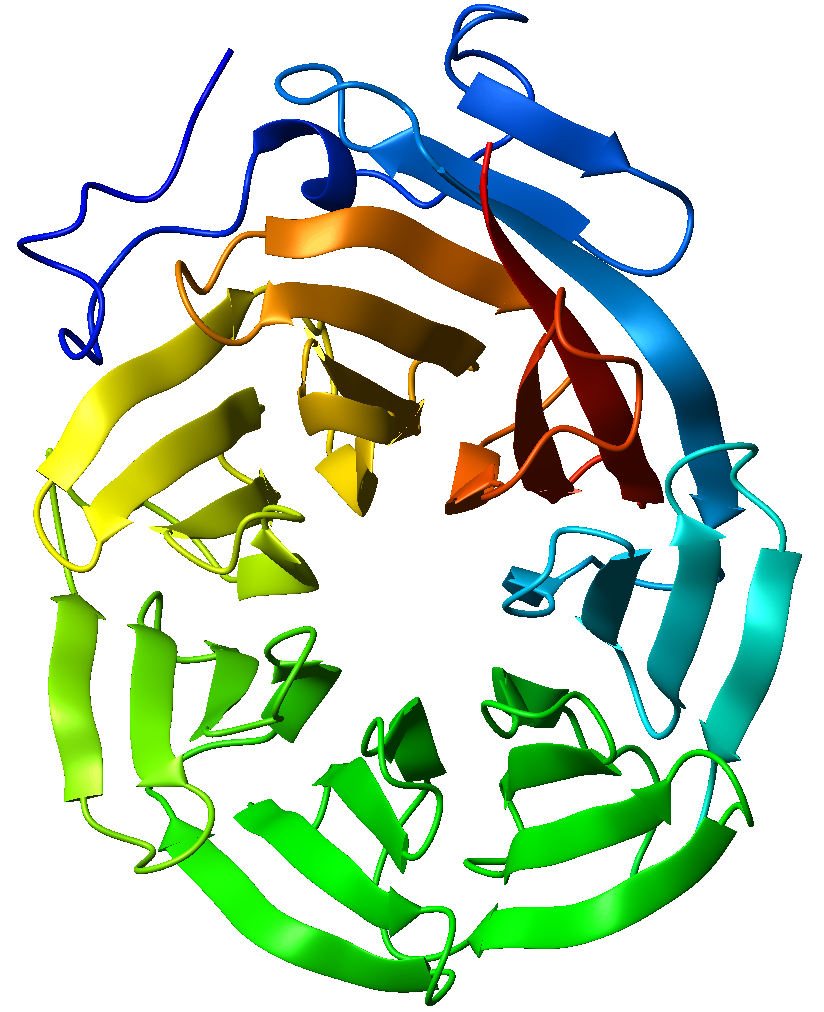
WD40ドメインのリボンモデル。7枚のβプロペラが畳まれている。リボンは青（N末端）から赤（C末端）へ色が付けられている。

βプロペラドメイン（Beta-propeller）は、βシートから構成されたタンパク質の三次構造である。βシートでできた羽根4-8枚が中央の軸の周りを円錐状に取り囲んだ形をしている。それぞれの羽根は4つほどの逆平行βシートからできていて、1つ目と4つ目のβシートはほぼ垂直になるくらいにねじれている。酵素の活性中心はたいてい中央の窪みにくるが、ここでは4枚の羽根がループでつながっている。

## 例
インフルエンザウイルスの持つ酵素であるウイルス・ノイラミニダーゼは6枚羽根のβプロペラで、活性型は四量体である。この酵素はエンベロープに存在する2つのタンパク質のうちの1つで、宿主細胞のシアル酸を切断し、感染する。
この構造を持つ代表的なタンパク質はWD40リピートを持っている。WD40ドメインは真核生物のみに見られる短いドメインである。4個から16個が集まって、タンパク質間相互作用に必要な構造ドメインを形成している。